# Малое Еравное
Ма́лое Ера́вное (бур. Бага Ярууна) — мелководное проточное озеро в Еравнинском районе Бурятии, относится к группе Еравнинских озёр. По площади занимает седьмое место в Бурятии и 201-е — в России. К озеру прилегают территории Сосново-Озерского, Тулдунского и Ширингского сельских поселений.

## Название
Еравное, возможно, произошло от эвенкийского слова ирэңнэ, состоящего из основы ирэ — «лиственница» и суффикса -ңнэ.

## Гидрография
Высота над уровнем моря — 949 м. Площадь озера — 60,5 км². Площадь водосборного бассейна — 1530 км². Впадающие реки — Домная и Хурай-Тулдун (рукав реки Тулдун). Озеро относится к бассейну реки Витим.

## Гидрохимия
Формирование химического состава вод озера происходит за счёт выпадения атмосферных осадков, поверхностного стока и разгрузки трещинно-жильных и подмерзлотных вод. Основное влияние на химический состав вод озера оказывают трещинно-жильные воды.
Вода озера содержит аномально много фтора, также высоки показатели калия, лития, стронция. Общая минерализация — 308,6 мг/л, кислотность — 9,5 pH. Летом температура воды достигает 20—22 °C.
Главная угроза загрязнения вод озера исходит от эксплуатации Озерного полиметаллического месторождения, в частности, длительное функционирование Озерного ГОКа, несомненно, приведёт к изменению химического состава вод озера.

## История
В 1675 году на восточном берегу Малого Еравного озера русскими казаками-землепроходцами был поставлен Еравнинский острог для сбора ясака с местного населения. К 1792 году острог утратил своё значение и в нём осталось только 11 домов и бывшая приказная изба.
В 1734 году епископ Иркутский Иннокентий освятил Спасскую церковь. Старостой церкви в 1734 году был Григорий Фёдорович Половцев. Церковь владела стадами скота и табуном лошадей. На средства, полученные от реализации скота, была построена каменная церковь в Укыре. В укырскую церковь были перенесены Антиминс, Евангилие, иконостас. Для иконостаса острожной церкви под колокольней Укырской церкви был построен специальный придел во имя Святителя и Чудотворца Николая.
В 1810 году оставшиеся жители переселились к озеру Укыр близ Читинского тракта, к западу от Соснового озера в сёла: Укыр, Погроминское, Поперечное и другие. Острожная Спасская церковь стояла до конца 1840-х годов. Пока существовала церковь, из Укыра проводился крёстный ход до острожной Спасской церкви. В 1848 или в 1849 году церковь сгорела. В 1864 году на её месте была построена часовня. К 1888 году часовню уничтожили. Острожное кладбище существовало до 1880-х годов.

## Населённые пункты
На берегу Малого Еравного озера расположены населённые пункты Еравнинского района — посёлки Тулдун и Ширинга.